# Aitor Etxaburu
Aitor Etxaburu, španski rokometaš, * 17. junij 1966, Eibar.
Leta 1996 je na poletnih olimpijskih igrah v Atlanti v sestavi švedske reprezentance osvojil bronasto olimpijsko medaljo; na predhodnih igrah pa je osvojil 5. mesto.